# Милко Балан
Милко Александров Балан е български лекар и антрополог, професор по анатомия в Софийския университет „Свети Климент Охридски“, първият палеоантрополог в България.

## Биография
Роден е в на 21 ноември 1888 година София, в семейството на филолога акад. Александър Теодоров-Балан. Завършва медицина във Виена, след което е военен лекар по време на Балканските войни и Първата световна война.
През 1919 г. става първият асистент в новосъздадената Катедра по анатомия и хистология към Медицинския факултет на Софийския университет. Специализира анатомия във Виена (1924 – 1926) като Рокфелеров степендиант. През 1930 г. е избран за хоноруван, през 1945 г. – за редовен доцент, а през 1950 г. – за извънреден професор към Катедрата по анатомия на човека при Медицинския факултет на СУ.
Проф. д-р Милко Балан е един от основателите на Секцията по антропология и анатомия на човека в Института по морфология при БАН. Той е първият изследовател в областта на палеоантропологията в България, учител на всички палеоантрополози.
Автор е неколкократно преиздаваната „Анатомия на човека. Вътрешности (спланхнология)“ (1951). Съавтор е с Димитър Каданов и Димитър Станишев на „Анатомия на човека. Учебник-атлас за студентите по медицина“, Т. 1 и Т. 2 (1964). Публикува многобройни изследвания като „Българският скелет (Os femuris)“ (1921), „Принос към рентгеноанатомията на сърдцето“ (1934), „Антропологични изследвания върху български черепи“ (1938) и много други.
Участва в инициативата за създаване на българско радио – кооперация „Родно радио“ (1930) и е избран в нейния Управителен съвет.
Умира на 7 октомври 1973 г. в София.